# Osmelia
Osmelia es un género con tres especies de plantas perteneciente a la familia Salicaceae.

## Taxonomía
Osmelia fue descrito por George Henry Kendrick Thwaites y publicado en Enumeratio Plantarum Zeylaniae 20, en el año 1858. La especie tipo es: Osmelia gardneri Thwaites. 

## Especies
- Osmelia gardneri Thwaites
- Osmelia philippina Fern.-Vill.
- Osmelia subrotundifolia Elmer